# Friday the 13th - Live at the Marquee
Friday the 13th - Live at the Marquee è un album live dei Man, pubblicato dalla Picasso Records nel dicembre 1983. Il disco fu registrato dal vivo il 13 maggio 1983 (in altre fonti è indicata come data del concerto, venerdì (Friday) 13 giugno 1983, che in realtà era un lunedì) al Marquee Club di Londra, Inghilterra.

## Tracce
Lato A
1. C'mon – 7:39 (Clive John, Micky Jones, Phil Ryan, Terry Williams)
2. Talk About Morning – 7:41 (Buzzy Linhart)
3. Kerosene – 4:10 (Deke Leonard, Ken Whaley, Malcolm Morley, Micky Jones, Terry Williams)

Lato B
1. A Hard Way to Die – 5:15 (Deke Leonard, Ken Whaley, Micky Jones, Terry Williams)
2. Back into the Future – 3:35 (Micky Jones, Phil Ryan, Terry Williams)
3. The Ride and View – 5:04 (Deke Leonard)
4. Romain – 5:16 (Martin Ace, Clive John, Micky Jones, Terry Williams)

## Musicisti
- Micky Jones  - chitarra, voce
- Deke Leonard  - chitarra, voce
- Martin Ace  - basso, voce
- John Weathers  - batteria, voce